# Carex capitata
Carex capitata L. es una especie de planta herbácea de la familia de las ciperáceas.

## Descripción
Es una planta que crece densamente aglutinadas, alcanzando los 10 a 35 centímetros de altura. Las hojas son similares a una pluma, estrechas y enrolladas firmemente. La inflorescencia tiene en general no más de un centímetro de largo con varias flores masculinas y femeninas. Se reproduce por semillas y vegetativamente por rizomas.

## Distribución y Hábitat
Tiene una distribución circumboreal, donde crecen en lugares húmedos en los bosques boreales y las praderas de montaña en climas alpino.

## Taxonomía
Carex capitata fue descrita por Kenneth Kent Mackenzie y publicado en Systema Naturae, Editio Decima 2: 1261. 1759.
Etimología
Ver: Carex
capitata; epíteto latino que significa "con un cabezal".
Sinonimia
- Carex antarctogena Roiv.
- Carex arctogena Harry Sm.
- Carex capitata forma alpicola Andersson
- Carex capitata subsp. arctogena (Harry Sm.) Hiitonen
- Carex capitata var. arctogena (Harry Sm.) Hultén
- Carex capitata forma arctogena (Harry Sm.) Raymond
- Diemisa capitata (L.) Raf.
- Psyllophora capitata (L.) Schur
- Vignea capitata (L.) Soják[3][4][5]